# Sagar Thapa
Sagar Thapa (सागर थापा; Katmandu, 19 gennaio 1984) è un calciatore nepalese, difensore del Three Star Club.

## Carriera

### Club
Ha sempre giocato nella massima serie del campionato nepalese, con varie squadre.

### Nazionale
Ha debuttato in Nazionale nel 2003, prendendo parte a partite di qualificazione Mondiali, Coppa d'Asia e Coppa della federazione calcistica dell'Asia meridionale; in quest'ultima competizione ha ottenuto due terzi posto, nel 2011 e nel 2013.

## Palmarès

### Club

#### Competizioni nazionali
- Campionato nepalese: 1

Manang Marsyangdi: 2006